# Тартар (митологија)
Тартар (грч. Τάρταρος []) је дубоки понор који се користи као тамница муке и патње за зле и као затвор за Титане. Тартар је место где се, према Платоновој Горгији (око 400. п. н. е.), суди душама после смрти и где зли добијају божанску казну. Тартар се такође сматра примордијалном силом или божанством заједно са ентитетима као што су Земља, Ноћ и Време.

## Грчка митологија
У грчкој митологији, Тартар је и божанство и место у подземљу. У древним орфичким изворима и у школама мистерија, Тартар је такође неограничено прво постојеће биће из кога се рађају Светлост и космос.

### Божанство
Хеcиод у својој Теогонији говори да је Тартар био треће првобитно божанство, после Хаоса и Геје (Земље) и претходног Ероса, и био је отац, са Гејом, чудовишта Тифона. Према Хигинију, Тартар је био потомак Етра и Геје.

### Место
Што се тиче места, Хесиод тврди да ће бронзани наковник који пада из раја, падати девет дана пре него што дође на земљу. Наковањ би требало још девет дана да падне са земље у Тартар. У Илијади (око 700. године пре нове ере) Зевс истиче да је Тартар "онолико испод Хада, колико је небо изнад земље". Слично томе, митограф Аполодор описује Тартар као "суморно место у Хаду толико удаљено од земље, колико је земља удаљена од неба."
Иако је према грчкој митологији царство Хада место мртвих, Тартар такође има неколико становника. Када је Хрон дошао на власт као краљ Титана, ухапсио је једнооке Киклопе и сторуке Хекатонхире у Тартар и поставио чудовиште Кампу као чувара. Зевс је убио Кампу и пустио ове затворене дивове, да помогну у његовом сукобу с Титанима. Богови Олимпа су на крају тријумфовали. Хрон и многи други Титани протерани су у Тартар, иако су Прометеј, Епиметеј и Метида поштеђени (према Пиндару, Хрон је касније некако добио опроштај од Зевса и пуштен је из Тартара да постане владар Елизеја). Још један Титан, Атлас, осуђен је да држи небо на својим раменима како би спречио да настави свој првобитни загрљај са Земљом. И други богови би могли да буду осуђени на Тартар. Аполон је сјајан пример, мада га је Зевс ослободио. Хекатонхири су постали стражари Тартарових затвореника. Касније, када је Зевс победио чудовиште Тифона, бацио га је у "широки Тартар".

### Становници
У почетку се Тартар користио само за ограничавање опасности на богове Олимпа. У каснијој митологији, Тартар је постао простор посвећен затворима и мукама смртника који су грешили против богова, а свака је казна била јединствена за осуђене. На пример:
- Краљ Сизиф послан је у Тартарус због убијања гостију и путника у његов дворац, кршећи његово гостопримство, заводећи своју нећакињу и извештавајући о једном од Зевсових сексуалних освајања, рекавши речном богу Асопу где се налази његова ћерка Егина (која је одведена далеко од Зевса).[9] Али без обзира на непримереност Зевсових учесталих освајања, Сизиф је прекорачио границе сматрајући себе вршњаком богова који са правом могу да извештавају о својој неискрености. Кад је Зевс наредио Танатосу да веже Сизифа ланцима у Тартар, Сизиф га је преварио питајући га како ланци раде и на крају је везао Танатоса; као резултат тога више није било смрти. То је натерало Ареса да ослободи Танатоса и преда му Сизифа.[10] Нешто касније, га је Персефона послала на површину како би он изгрдио супругу како га она није правилно сахранила. Хермес је Сизифа на силу одвукао у Тартар кад је након тога одбио да се врати у подземни свет. У Тартару је Сизиф био приморан да котрља велики балван уз обронке планине, који се, кад је готово стигао до гребена, откотрљао од Сизифа и назад на почетак и тако упорно.[11] Ово је представљало казну Сизифа који је тврдио да је његова мудрост надмашила Зевсову, натеравши бога да се балван откотрља од Сизифа, везујући Сизифа за вечну фрустрацију.
- Краљ Тантал такође је завршио у Тартару након што је посекао свог сина Пелопа, скувао га и послужио као храну када је био позван да руча са боговима.[12] Такође је украо амброзију од Богова и испричао свом народу његове тајне.[13] Друга прича спомиње да је држао златног пса који је Хефест фалсификовао, а ког је украо Танталусов пријатељ Пандареус. Тантал је држао златног пса, а касније је га није дао Пандареусу. Танталусова казна за његово дела (сада пословични израз за "искушење без задовољства") била је да стоји у локви воде испод воћке са ниским гранама. Кад год би је посегнуо за воћем, гране би му подизале предвиђено јело. Кад год би се сагнуо да попије пиће, вода би се повлачила пре него што је могао да се напије. Преко главе му се уздизао претећи камен попут Сизифовог.[14]
- Иксион је био краљ Лапита, најстаријег Тесалијевог племена. Икион је мрзио свог свекрва и на крају га гурнуо у кревет од угља и шуме, починивши прво убиство у сродству. Принчеви из других земаља наредили су да се Иксиону ускрати било какво чишћење од греха. Зевс се сажалио над Иксионом и позвао га на оброк на Олимп. Али кад је Иксион угледао Херу, заљубио се у њу и миловао је испод стола док му Зевс није рекао да престане. Након што је пронашао место за спавање Иксиону, Зевс је створио клон Хере по имену Нефела како би га тестирао да види колико ће далеко ићи да заведе Херу. Иксион је водио љубав с њом, што је резултирало рођењем Кентаура, који се на планини Пелион парио с неким магнезијским кобилама и тако покренуо расу Кентаура (који се од свог порекла називају Иксиониде). Зевс је одвезао Иксиона с планине Олимп, а затим га ударио громом. Био је кажњен везивањем за крилни пламени точак који се увек вртео: прво на небу, а затим у Тартару. Тек када је Орфеј сишао у Подземље да спаси Еуридику, престао је да се врти због музике коју је Орфеј свирао. Прикован Иксион за пламени точак представљао је његову горућу пожуду.
- У неким верзијама, Данаиде су убиле своје мужеве и кажњене су у Тартару тако што су присиљене да носе воду у врчу да би напуниле каду како би на тај начин опрале своје грехе. Али када је била пуна пукотина, тако да је вода увек цурила ван.[15]
- Див Титиос је покушао силовати Лету по Хериној наредби, али су га убили Аполон и Артемида. Као казну, Титиос је био испружен у Тартару и мучила су га два супа која су се хранила његовом јетром. Ова казна је изузетно слична казни Титан Прометеја.
- Спомиње се и да је краљ Салмонеј био затворен у Тартару након што се представио као Зевс, што је узроковало да га прави Зевс удари громом.[16]

Према Платону (око 427. године пре нове ере), Радамант, Еак и Миној су судије мртвих и бирали су ко би отишао у Тартар. Радамант је судио азијским душама, Еак је судио европским душама, а Миној је био одлучујући глас и судија Грчке.
Платон такође предлаже концепт да су грешници бацани под земљу да би били кажњени у складу са својим греховима у Мита о Еру.

## Римска митологија
У римској митологији Тартар је место гдје су слани грешници - пакао. Вергилије у својој Енејиди описује га као огромно место окружено пламеном реком Флегетон и троструким зидовима који спречавају грешнике да побегну. Чува га Хидра са 50 црних разјапљених чељусти која седи код вриштећих врата заштићених стубовима од чврстог адамантина, твари сродне дијаманту, тако чврсте да је ништа не може пробити. Унутра је дворац са широким зидовима и високим жељезним торњем. Тизифона, једна од Еринија која представља освету, чува стражу с бичем на врху овог торња и никад не спава. У средини је дубока јама на дну које су смештени Титани и остали грешници.